# Зять (фільм)
«Зять» («Žentas») — радянський телефільм 1976 року, знятий режисером Мамертасом Карклялісом на Литовському телебаченні.

## Сюжет
Фільм поставлений за п'єсою Вінцаса Креве. Дія відбувається на початку XX століття. У картині зображується життя селян того часу, проблеми сім'ї та любові, коли сім'ї створювалися за розрахунком, через налагоджене господарство та багату наречену. У картині показана доля молодої людини, яка вирушила до Америки шукати щастя, її туга за батьківщиною та пошуки справжніх цінностей.

## У ролях
- Леонардас Зельчюс — Калвайтіс
- Біруте Раубайте — Калвайтене
- Ромуальдас Віткаускас — роль другого плану
- Альгірдас Врубляускас — роль другого плану
- Долореса Казрагіте — роль другого плану
- Вітаутас Ейдукайтіс — роль другого плану
- Вікторас Валашинас — Стасіс
- Дангуоле Баукайте — роль другого плану
- Регіна Варнайте — роль другого плану
- Алдона Кудлайте — роль другого плану
- Геновайте Толкуте-Габренене — роль другого плану
- Антаніна Мацкявічюте — роль другого плану
- Она Залішаускайте — роль другого плану
- Дануте Юроніте-Зельчювене — Кальватене
- Лігія Рібайтене — роль другого плану
- Антанас Тарасявічюс — роль другого плану
- Альбінас Буднікас — Кунігеліс
- Гражина Баландіте — роль другого плану
- Стасіс Радзявічюс — роль другого плану
- Антанас Жякас — роль другого плану
- Вікторас Шинкарюкас — роль другого плану
- Вітаутас Гріголіс — роль другого плану
- Александрас Рібайтіс — роль другого плану
- Антанас Курклетіс — роль другого плану
- Антанас Мацкявічюс — роль другого плану
- Егідіюс Паулаускас — роль другого плану
- Алдона Йодкайте — роль другого плану

## Знімальна група
- Режисер — Мамертас Каркляліс
- Оператор — Антанас Баркус
- Композитор — Альгімантас Апанавічюс
- Художник — Геновайте Наркявічене